# 신동헌 (만화가)
신동헌(申東憲, 1927년 4월 1일~2017년 6월 6일)은 대한민국의 만화가이고, 본관은 평산인데, 때때로 1959년 타 소설 《잃어버린 소년》의 삽화를 그리기도 하였으며, 1960년 《진로 소주》라는 CF 광고 작품의 CF 감독을 담당키도 하였고, 1967년 직접 애니메이션 영화 작품 《홍길동》을 감독하기도 했다.
1927년 일제강점기 함경북도 회령군에서 태어났다. 1946년 3월, 고보(고등보통학교)를 졸업하고 나서, 같은해 1946년 5월, 일가족과 함께 38선을 넘어 월남한 그는, 1954년 서울대학교 공과대학 건축학과를 학사 졸업하였다.
신동헌 화백은 해방 이후 최초의 창작 SF 공상 과학 소설 《잃어버린 소년(한낙원 작가 원작)》의 삽화를 연합신문에 매회 그린 만화가이기도 하다.
1967년 발표된 《홍길동》을 감독하였다. 이 작품은 대한민국 최초의 장편 애니메이션으로, 조선 시대의 허균 작가의 원작 소설과, 동생 신동우 화백의 원작 만화를 모두 공통적인 바탕으로 하여 영화화한 작품이다.
2017년 6월 6일 숨졌으며, 대전 공원묘지에 묻혔다.

## 학력
- 서울대학교 건축학과 학사

## 주요 작품 목록

### 만화집
- 《스티브의 모험》(1947년, 만화가 데뷔작)

### 영화 감독
- 《홍길동》(1967년, 대한민국 최초의 장편 애니메이션 영화)

## 수상
만화가 신동헌 화백은 다음 등을 수상하였다.
- 1967년 제6회 대종상영화제 문화영화작품상(《홍길동》)
- 2001년 제1회 서울국제만화애니메이션페스티벌 애니메이션부문 공로상
- 2002년 한국예술평론가협의회 공로문화인상
- 2014년 제14회 만화의날 기념 공로상

## 경력
- 만화뉴스 전속작가(1949)
- 서울국제만화페스티벌조직위원회 위원(1997)